# ماریون سکشن
ماریون سکشن (به انگلیسی: Marion Section) یک منطقهٔ مسکونی در ایالات متحده آمریکا است که در نیوجرسی واقع شده‌است. ماریون سکشن ۷٫۹۲ متر بالاتر از سطح دریا قرار دارد.